# St. Martin (Brunkensen)

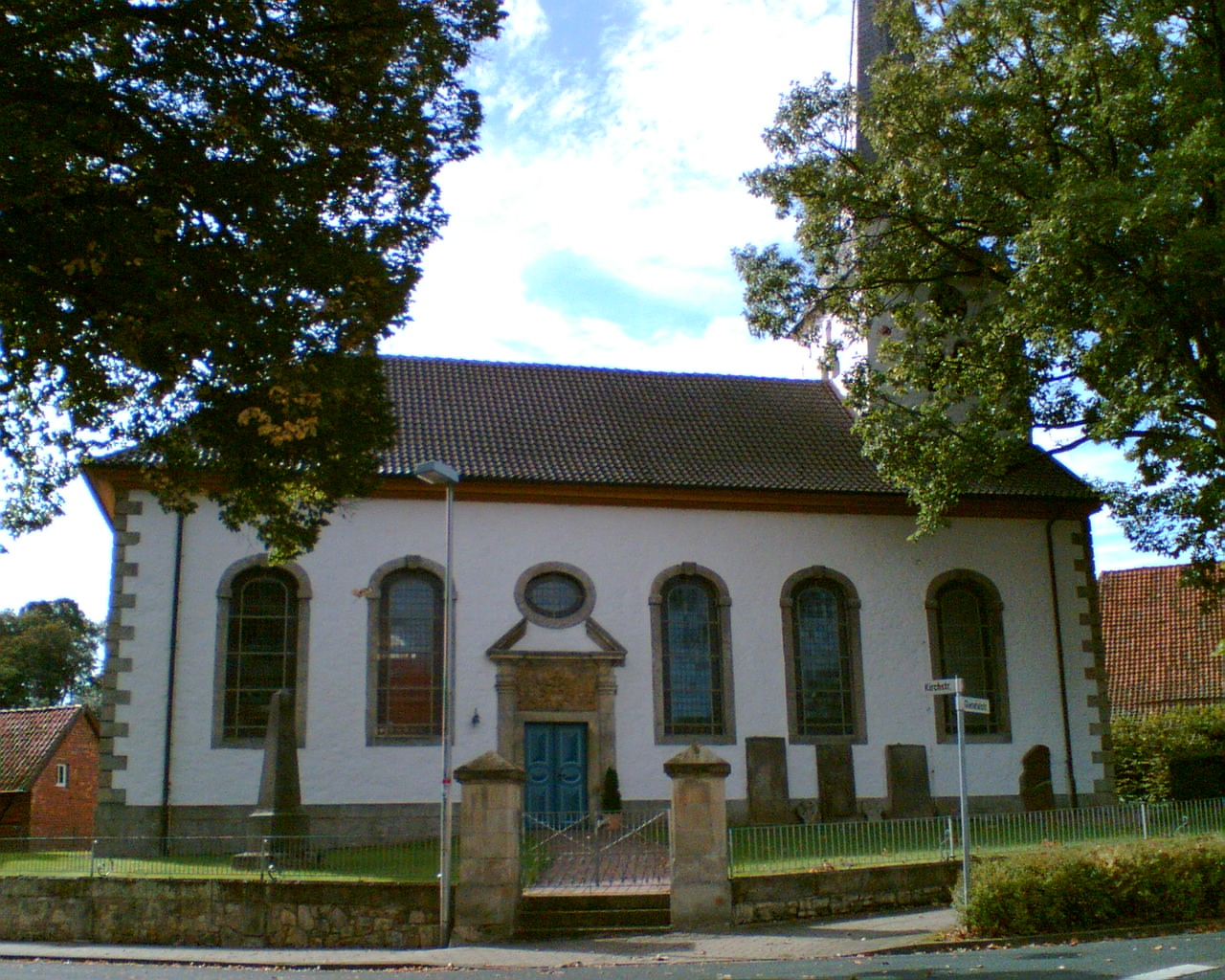
St. Martin

Die evangelisch-lutherische denkmalgeschützte Kirche St. Martin steht in Brunkensen, einem Ortsteil der Stadt Alfeld (Leine) im Landkreis Hildesheim von Niedersachsen. Die vier Kirchengemeinden in Brunkensen, Hoyershausen, Limmer und Dehnsen sind pfarramtlich verbunden. Sie gehören zum Kirchenkreis Hildesheimer Land-Alfeld im Sprengel Hildesheim-Göttingen der Evangelisch-lutherischen Landeskirche Hannovers.

## Beschreibung
Die Herren von Wrisberg, die das Kirchenpatronat innehatten, haben den alten Turm, der die Merkmale eines Wehrturmes aufwies, in der Zeit von 1600 bis 1608 erneuern lassen. Sie veranlassten dann jedoch die alte baufällige Kirche abzureißen und durch einen Neubau unter Verwendung der alten Werksteine zu ersetzen. Es entstand 1719/21 eine verputzte Saalkirche mit sechs Achsen und einem gerade abgeschlossenen Chor im Osten. Das Kirchenschiff ist mit einem Satteldach bedeckt, das über dem Chor abgewalmt ist. Am heutigen Kirchturm im Westen sind noch Reste des romanischen Bruchsteinmauerwerks vorhanden. Er ist bedeckt mit einem schiefergedeckten ins Achteck übergeführten Helm, an dem eine Schlagglocke hängt. Im Glockenstuhl hängen drei Kirchenglocken, die 1925 von Ulrich & Weule gegossen wurden. Die Ecksteine und die Gewände der Fenster und Türen bestehen aus Sandstein. 
Über dem Portal im Norden, das mit toskanischen Pilastern gegliedert ist, ist ein Wappen der Familie von Wrisberg angebracht. Der von einem Spiegelgewölbe überspannte Innenraum hat u-förmige Emporen und eine Patronatsloge. Das mit Knorpelwerk verzierte barocke Altarretabel zeigt die Kreuzigung. Zwischen den Teilen des Sprenggiebels befindet sich ein weiteres von Putten gehaltenes Wappen der Familie von Wrisberg. Die barocke Kanzel steht an der Südseite. Das Taufbecken hat seit 1933 als Unterbau eine seit 1925 nicht mehr benutzte mittelalterliche Glocke. Ein Kruzifix hat der Meier um 1600 gestiftet. Die erste Orgel, sie steht über dem Altar an der Ostseite, wurde 1721 von Christian Vater gebaut. Sie wurde 1872 von Heinrich Schaper vergrößert. Die heutige Orgel mit fünf Registern, einem Manual und einem angehängten Pedal wurde 1978 von Martin Haspelmath gebaut.